# 1042 Amazone

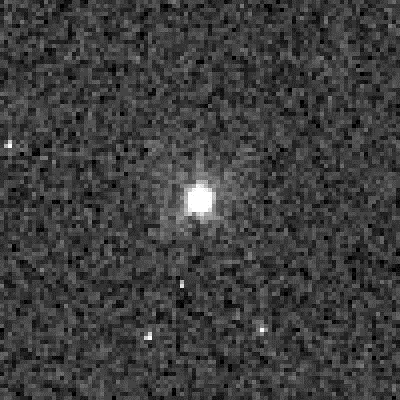
1042 Amazone

1042 Amazone är en asteroid i huvudbältet som upptäcktes den 22 april 1925 av den tyske astronomen Karl Wilhelm Reinmuth. Dess preliminära beteckning var 1925 HA. Asteroiden namngavs senare Amasonerna i den grekiska mytologin.
Amazones senaste periheliepassage skedde den 14 december 2019. Dess rotationstid har beräknats till 540 timmar